# Rakousko na Letních olympijských hrách 1972
Rakousko na Letních olympijských hrách 1972 v německém Mnichově reprezentovalo 111 sportovců, z toho 97 mužů a 14 žen. Nejmladším účastníkem byl Werner Grieshofer (12 let, 188 dní), nejstarším pak účastník Franz Eisl (51 let, 166 dní). Rakousko získalo celkem 3 medaile, z toho 1 stříbrnou a 2 bronzové.

## Medailisté
| Medaile | Jméno               | Sport             | Disciplína                      |
| ------- | ------------------- | ----------------- | ------------------------------- |
| Stříbro | Norbert Sattler     | Kanoistika        | muži K1 kajak slalom            |
| Bronz   | Ilona Gusenbauerová | Atletika          | Ženy skok do výšky              |
| Bronz   | Rudolf Dollinger    | Sportovní střelba | muži 50 metrů libovolná pistole |